# Asesino en serie

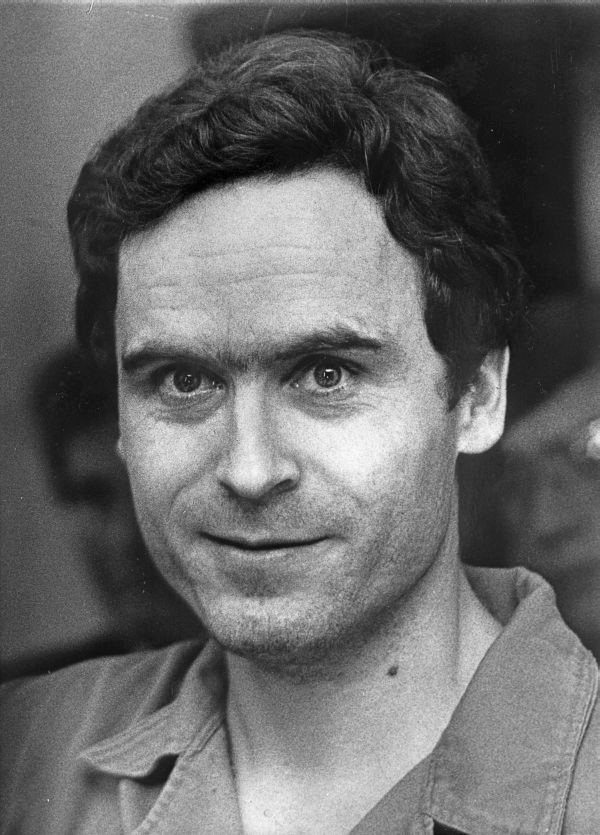
Ted Bundy, su habilidad para camuflarse como un hombre inofensivo y simpático ante las mujeres, así como su personalidad narcisista que lo llevó a tal punto de despedir a sus abogados durante su juicio, porque creía ser mejor que ellos y por un sentimiento de grandeza, lo convirtieron en uno de los asesinos en serie más mediáticos de los Estados Unidos.

La denominación asesino en serie o asesino serial designa a un individuo que asesina a tres o más personas en un lapso de 30 días o más, con un intervalo de tiempo y/o espera entre cada asesinato, y cuya motivación usual es la gratificación psicológica que le proporciona cometer dicho crimen, aunque no necesariamente la única. Los asesinos en serie «tienden a ser selectivos al acechar a sus víctimas y lo hacen impulsados por alguna necesidad interior imperiosa».
Según la Oficina Federal de Investigaciones (FBI), las motivaciones de un asesino en serie pueden ser la ira, la búsqueda de emociones fuertes, la gratificación sexual, la ganancia financiera y la búsqueda de atención. Suelen seguir una misma metodología o modus operandi, involucrando a víctimas que, a menudo, comparten alguna característica con el agresor, ya sea ocupación, origen étnico, apariencia, sexo o edad.
La acuñación del término serial killer ('asesino en serie') se atribuye comúnmente al agente especial del FBI Robert Ressler en los años 1970, aunque ya se había descrito muchos años antes. Se tiene constancia de que el inspector policial alemán Ernst Gennat utilizaba ya este concepto en 1930.
Los asesinos en serie no deben ser confundidos con los asesinos en masa, que asesinan a un número elevado de víctimas de manera simultánea en un período corto de tiempo, ni con los asesinos itinerantes, que cometen múltiples asesinatos en un corto período y en lugares distintos.

## Definición

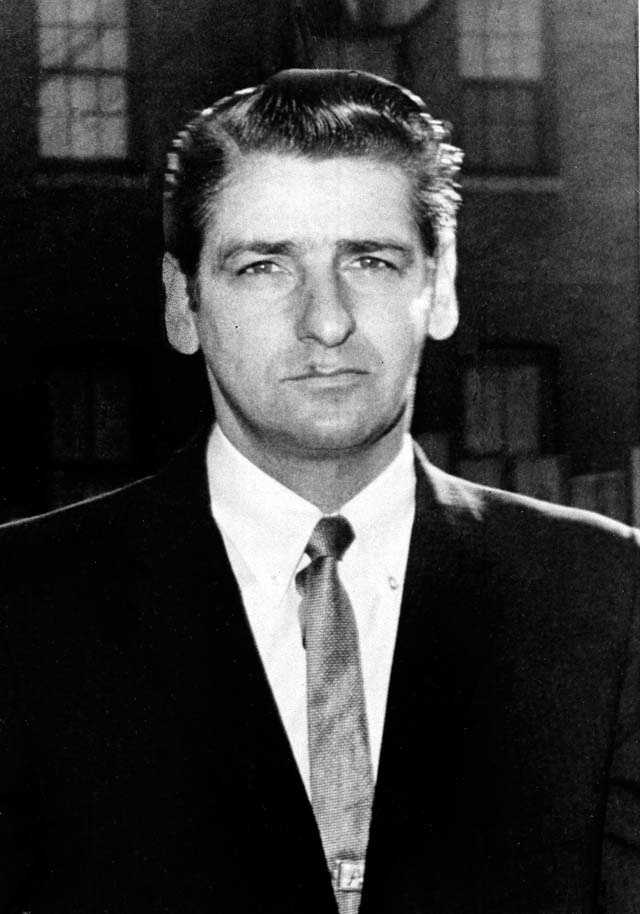
Albert DeSalvo conocido como el "Estrangulador de Boston". sus victimas eran mujeres que vivían solas, que fueron asesinadas por estrangulamiento, utilizando sus propias prendas como medias, bufandas, cinturones. Se especulaba que DeSalvo era o se disfrazaba de operario de alguna empresa de agua, gas o electricidad para engañar a las víctimas.

El término «asesino en serie» (en inglés, serial killer) fue presumiblemente acuñado por el agente Robert Ressler en los años 1970. La expresión asesino en serie entró al lenguaje popular en gran parte debido a la publicidad que se dio a los crímenes de Ted Bundy y David Berkowitz («El hijo de Sam»), a mediados de esa década. Aunque una de las primeras veces que se usó ese concepto fue con el «asesino de los torsos» de Cleveland.
El término permite a los criminalistas y criminólogos distinguir a aquellos delincuentes, que matan a varias personas en un largo período, de aquellos que asesinan mucha gente en un solo evento (asesinos en masa). Un tercer tipo de asesino múltiple es el asesino itinerante.
Seguidamente, unas breves definiciones de estos tres tipos:
- Un asesino en serie es alguien que comete tres o más asesinatos durante un extenso período con un lapso de enfriamiento entre cada crimen. En medio de sus delitos, ellos parecen bastante normales, una condición que Hervey Cleckley y Robert Hare llaman "máscara de cordura". A menudo existe — pero no siempre — un elemento sexual en este tipo de asesinos (Fred West, asesino del Zodiaco, Luis Alfredo Garavito).
- Un asesino en masa, por otra parte, es un individuo que comete múltiples asesinatos en una ocasión aislada y en un solo lugar. Los autores suelen suicidarse después; por consiguiente, el conocimiento de su estado mental y los motivos detrás de sus acciones se dejan muchas veces a la especulación. Los pocos asesinos masivos que han podido ser atrapados afirman que no recuerdan claramente el evento.
- Un asesino itinerante, también conocido como asesino relámpago, asesino excursionista o en inglés spree killer, comete múltiples asesinatos en diferentes lugares, dentro de un período que puede variar desde unas cuantas horas hasta varios días. A diferencia de los asesinos en serie, ellos no vuelven a su comportamiento normal entre asesinatos.

Todos estos tipos de crímenes mencionados son usualmente consumados por una sola persona. Pero ha habido ejemplos en las tres categorías en los que dos o más perpetradores han actuado en conjunto, como Los estranguladores de la colina y Henry Lee Lucas y Ottis Toole. El escritor Michael Newton afirma que esto sucede en aproximadamente un tercio de los casos.
Existen otros tipos de asesinatos múltiples también, aunque a menudo están relacionados con grandes organizaciones y no con dos o tres asesinos: genocidio y ataques terroristas. Los asesinos múltiples han sido en su mayoría varones. Las mujeres representan la minoría en las estadísticas de asesinos en serie. Los asesinos en serie están específicamente motivados por una multiplicidad de impulsos psicológicos, sobre todo por ansias de poder y compulsión sexual. Con frecuencia tienen sentimientos de inadaptabilidad e inutilidad, algunas veces debido a humillación y abusos en la infancia y/o el apremio de la pobreza, también bajo estatus socioeconómico en edad adulta, compensando sus crímenes esto y otorgándoles una sensación de potencia y frecuentemente venganza, durante y después de cometer los delitos. El conocimiento de sus acciones aterroriza a comunidades enteras y con frecuencia confunden a la policía, consecuencias que son incentivo de su sensación de poder. Este aspecto motivacional los desliga de los asesinos a sueldo y otros asesinos múltiples, quienes están motivados por el lucro. Por ejemplo, en Escocia durante la década de 1820, William Burke y William Hare asesinaron personas en lo que se conoció como el "Caso del ladrón de cadáveres". Ellos no figuran como asesinos en serie en la mayoría de las definiciones de criminólogos, porque sus motivos fueron principalmente económicos.
Los asesinos en serie frecuentemente tienen impulsos extremadamente sádicos. Estos anulan la capacidad de sentir empatía por el sufrimiento de otros, de esta manera, son frecuentemente llamados psicópatas o sociópatas, términos que han sido renombrados por psicólogos como trastorno de personalidad antisocial. Algunos asesinos en serie hacen uso de la lujuria y la tortura, para obtener placer sexual por mutilación de la víctima y también de matarla lentamente por un prolongado lapso de tiempo.

## Psicología y desarrollo

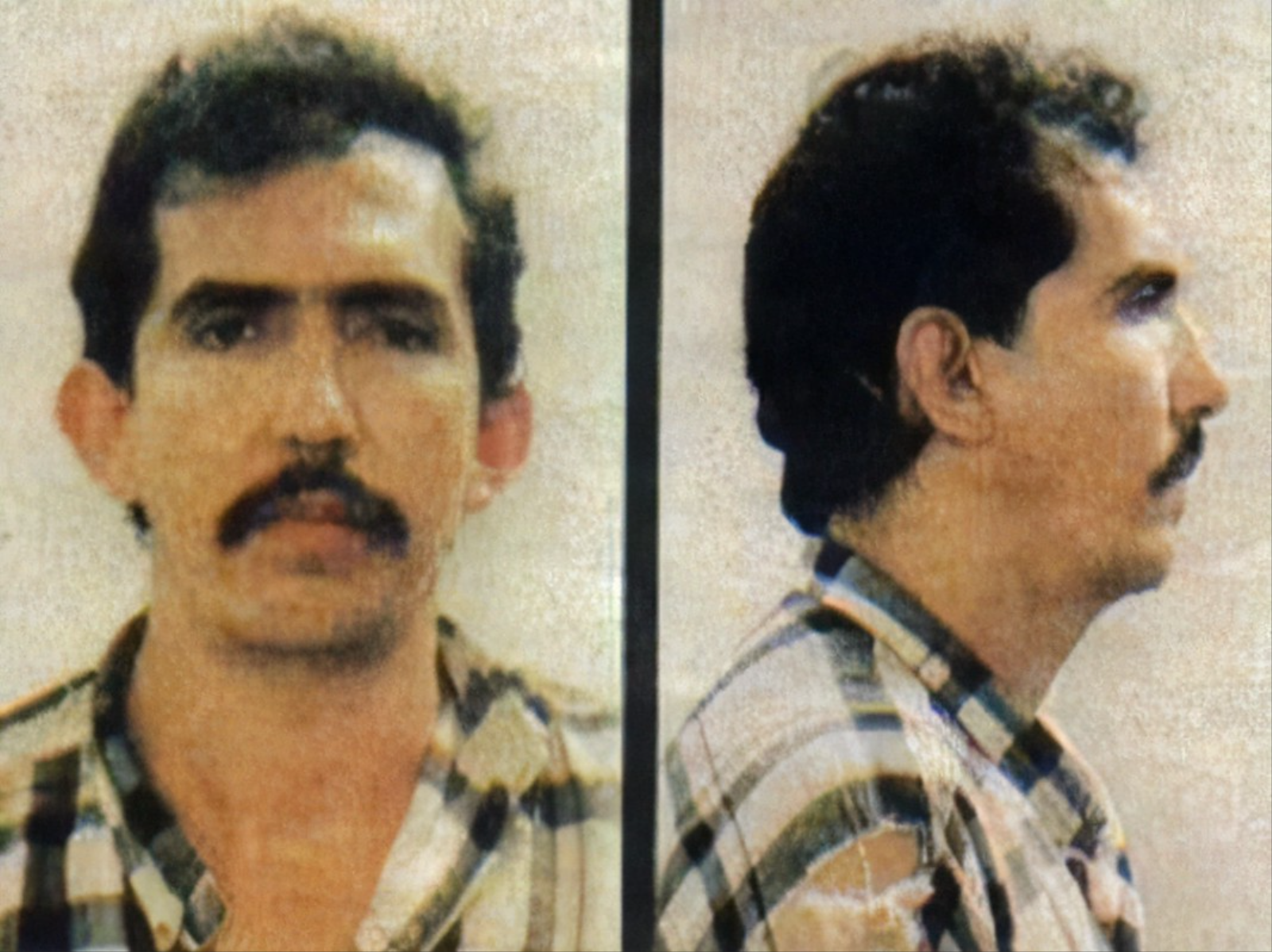
El asesino serial colombiano Luis Garavito, también conocido como La Bestia, fue sometido a severos abusos físicos y emocionales por parte de su padre.

La mayoría de los asesinos en serie tienen antecedentes enfermizos o trastornos mentales. Se sabe que, frecuentemente, fueron víctimas de abusos durante su infancia, ya sea física, sexual o psicológicamente, toda vez que existe una correlación entre los abusos de su infancia y los crímenes que cometen.
El elemento de fantasía en el desarrollo de los asesinos en serie es extremadamente importante. A menudo fantasean acerca de asesinar durante y aún después de la adolescencia. Sueñan despiertos de manera compulsiva sobre dominación, sometimiento y asesinato, usualmente con elementos muy específicos de sus fantasías que después aparecen en sus crímenes reales. Otros disfrutan leyendo historias de sadismo, llenos de violación, tortura y homicidio. Pero en algunos casos, estos rasgos no están presentes.
Algunos asesinos en serie, presentan uno o más signos de alerta en su niñez de lo que se conoce como el "Conjunto McDonald" o "Tríada psicopática". Estos son:
- Piromanía, comenzar incendios invariablemente solo por la emoción de destruir cosas.
- Crueldad hacia los animales (relacionado con el "zoosadismo"). Muchos niños pueden tener comportamientos crueles con los animales, como por ejemplo cortarle las patas a las arañas, pero los futuros asesinos en serie con frecuencia matan animales más grandes, como perros y gatos, y comúnmente para su propio deleite, más aún de solo impresionar a sus amigos.
- Enuresis más allá de la edad en que los niños normalmente superan tal comportamiento.

Cabría hacer una aclaración, esta tríada, desarrollada en 1963, ha sido recientemente cuestionada por otros investigadores.
Muchos expertos han afirmado que una vez que el asesino en serie comienza con sus actos delictivos no puede parar (o solo en contadas veces). Algunos sostienen la opinión de que aquellos que no son capaces de controlar sus impulsos homicidas son más fáciles de atrapar.

## Auge
Ha habido informes contradictorios hasta cierto punto sobre el asesinato múltiple. El FBI aseguró en los años 80, que en alguna época en particular, existieron apenas 35 asesinos en serie en actividad en los Estados Unidos, dando a entender que los asesinos múltiples en cuestión, habían cometido sus primeros crímenes pero que aún no habían sido aprehendidos o detenidos por otras causas (por ejemplo, suicidio, parálisis o muerte natural).
Esta cifra ha sido frecuentemente exagerada. En su libro Serial Killers: The Growing Menace, Joel Norris afirma que hubo quinientos asesinos en serie en activo en algún momento en Estados Unidos, responsables de cinco mil víctimas al año, lo que sería aproximadamente un cuarto de la totalidad de homicidios conocidos en el país.

## El asesinato múltiple antes de 1900

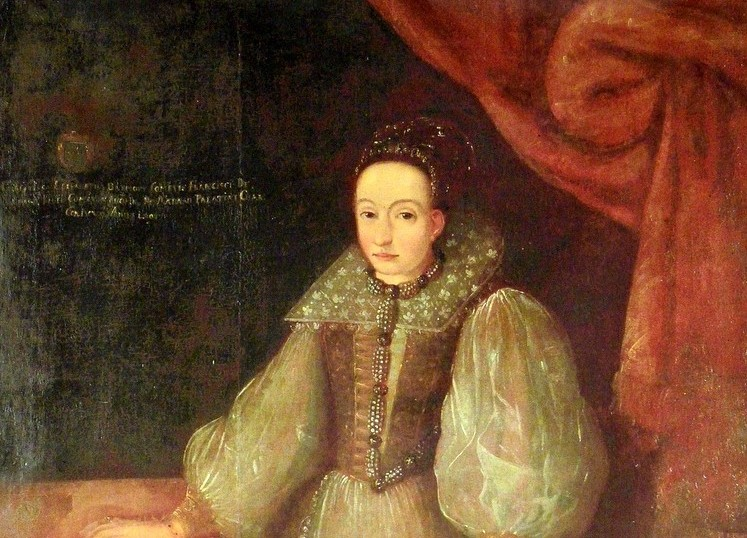
Retrato en pintura de Isabel Báthory.

A pesar de que la existencia de asesinos múltiples es generalmente considerado un fenómeno contemporáneo, puede ser detectado a través de la historia, no obstante con cierto límite de precisión.
En el siglo XV, uno de los nobles más ricos en Francia, Gilles de Rais, secuestró, violó y asesinó al menos un centenar de niños y muchachos. La aristócrata húngara Isabel Báthory fue arrestada en 1610, y subsecuentemente acusada de torturar y matar hasta a seiscientas jovencitas; ella misma consignó en su diario todos sus asesinatos. Aunque los dos, De Rais y Báthory, fueron supuestamente unos sádicos adictos a matar, difieren de los asesinos en serie de hoy en día en que ambos eran ricos y poderosos. Dada la falta, en aquellos siglos, de una fuerza policial establecida y de medios de información activos, es muy probable que haya habido otros muchos asesinos múltiples que nunca han sido identificados, o cuya existencia no ha sido bien difundida.
Thug Behram, líder de la secta Thuggee de la India, ha sido nombrado frecuentemente como el asesino en serie más prolífico del mundo. Según numerosas fuentes, se estima que asesinó a un total de 931 personas, por estrangulamiento, mediante una tela ceremonial (o rumal, que en idioma Hindi significa pañuelo) que su culto usó entre 1790 y 1830; de esta manera, posee el registro de mayor número de asesinatos cometidos por una sola persona a lo largo de toda la historia. Y de manera general, sus secuaces habrían sido responsables de un total aproximado de dos millones de muertes, de acuerdo con el Libro Guinness de los Récords.
En España, Manuel Blanco Romasanta fue condenado a muerte en 1853, tras confesar haber cometido 9 asesinatos; aunque la pena le fue conmutada por considerársele un caso de licantropía clínica.
En su famoso libro Psychopathia Sexualis, Richard von Krafft-Ebing registra el caso de un asesino en serie, ocurrido alrededor del año 1870: se trató de un italiano llamado Eusebius Pieydagnelle, que tenía una obsesión sexual con la sangre y confesó haber dado muerte a seis personas.
En Vitoria, España, Juan Díaz de Garayo fue detenido en 1880 y condenado a muerte, por cometer 6 asesinatos que confesó. Aunque no asesinó solo a prostitutas, y tuvo varios intentos fallidos, intentó justificar los asesinatos alegando que las prostitutas le querían cobrar demasiado.
En México existió un asesino en serie de mujeres en 1880, llamado Francisco Guerrero Pérez "El Chalequero". Mató a 20 mujeres después de violarlas, para luego decapitarlas y tirar sus restos en los alrededores de Río Consulado, en Ciudad de México. El caso de Guerrero podría situarse en el apartado de asesino "misionero", ya que argumentó que mataba a las mujeres para evitar que fueran infieles. Fue apresado en 1888. Salió en libertad en 1904, y volvió a matar, esta vez a una anciana. Finalmente fue sentenciado a muerte, aunque murió en 1910 de tuberculosis.
El popular asesino anónimo Jack el Destripador degolló y destripó a varias prostitutas, en Londres en 1888; el número exacto de víctimas atribuibles a él se desconoce: como mínimo cuatro, y probablemente seis. Estos crímenes brutales lograron atrae quer una enorme atención de la prensa debido a que Londres, en aquel momento, era la capital y centro de la superpotencia económica más importante del mundo.
Joseph Vacher fue ejecutado en Francia en 1898, después de confesar el asesinato y mutilación de 11 mujeres y niños. Y el asesino en serie estadounidense H. H. Holmes fue ahorcado en Filadelfia en 1896, después de confesar 27 asesinatos.

## Tipos de asesinos en serie

### Organizados y desorganizados
El FBI, con demasiada precisión, ha categorizado a los asesinos en serie dentro de dos tipos diferentes: organizados y desorganizados:
- Asesinos organizados: Usualmente son poseedores de un coeficiente intelectual superior a la media (110 en adelante) planifican sus crímenes muy metódicamente por lo cual pueden tardar años en realizar un asesinato. A veces realizan sus asesinatos por despecho o debido a trastornos y, para encubrirse, pueden intentar involucrar a otras personas en su planificación. Por lo común, secuestran a las víctimas, después de ganar su confianza, matándolas en un lugar y deshaciéndose de ellas en otro momento. A veces, este tipo de persona busca entre su pasado a personas que formaron parte de su vida y que la marcaron de alguna manera. Actúan engañando de muchas maneras y, si hay personas extrañas en medio de su objetivo, las estudian y llegan a crear toda una cantidad de circunstancias para volverlas en contra de su objetivo. A veces, pueden tardar años en separar a su objetivo de su obstáculo. Una vez realizado este propósito se acercan de forma pasiva y con muchas mentiras y engaños a la persona de su pasado. Así, por fin, consigue alcanzar su meta, que es hacer daño a la persona que seleccionó como víctima, y su manera de actuar puede ser: (A) matar a su víctima o provocarle sufrimiento, como hacerle daño físico a un ser querido o amado, a su entorno ya sea familia directa del objetivo o ser querido actual ; (B) ensañarse con su objetivo inicial. Por ejemplo, Ted Bundy se ponía en el brazo un molde de yeso falso, pidiendo a las mujeres que le ayudaran a llevar unos libros hasta su vehículo, donde las golpeaba duramente dejándolas inconscientes, y así poder actuar. Otros tienen como objetivo específico a las prostitutas, quienes tal vez van voluntariamente con el asesino en serie, creyendo que es un cliente cualquiera. Estos tipos de asesinos, tienen un alto grado de control sobre la escena del crimen, y generalmente conocen bien la ciencia forense que los habilita para cubrir sus huellas, tal como enterrar el cuerpo o cargarlo hasta un río para hundirlo. Además, ellos siguen escrupulosamente sus crímenes en los medios de comunicación, y muchas veces se enorgullecen de sus acciones, como si fuesen grandiosos proyectos. El asesino organizado es habitualmente muy sociable y tiene amigos y pareja, muy a menudo hasta cónyuge e hijos. Son el tipo de persona que cuando son capturados, son descritos por los conocidos como "un tipo agradable" que "no sería capaz de hacer daño a una mosca". Algunos asesinos en serie se esfuerzan por hacer que sus crímenes resulten difíciles de descubrir, como por ejemplo falsificando notas de suicidio; este es el caso de Harold Shipman, un médico de cabecera británico, cuya posición social y ocupación eran tales que le permitía simular las muertes de sus víctimas, considerando que morían por causas naturales: entre 1971 y 1998, mató así por lo menos a 250 de sus pacientes más viejos, y hasta muy poco antes de ser descubierto aún no se sospechaba que ninguno de sus crímenes hubiera sido premeditados.

- Asesinos desorganizados: Con un IQ bajo/mediocre (entre 80 y 95), cometen sus crímenes impulsivamente. Mientras que el asesino organizado saldrá específicamente a cazar a la víctima, el desorganizado matará a alguien cuando quiera que surja la oportunidad, y contadas veces se molestará en deshacerse del cuerpo, dejándolo en el mismo lugar en que encontró a la víctima. Usualmente llevan a cabo ataques "sorpresa", asaltando a sus víctimas sin previo aviso, y típicamente ejecutarán rituales que creen necesarios llevar a cabo, una vez que la víctima se encuentre muerta (por ejemplo; necrofilia, mutilación, canibalismo, etc.). A menudo son personas insociables, teniendo pocos amigos, y pueden tener un historial de problemas mentales y ser descritos por sus conocidos como excéntricos o incluso como "un poco extraños o raros". Tienen poca consciencia sobre sus crímenes y puede que bloqueen los recuerdos de sus asesinatos. Uno de los casos recientes más conocidos que encajan con este perfil es el de Francisco García Escalero, el "Matamendigos".[15]

Un número significativo de asesinos en serie muestran simultáneamente ciertos aspectos de los dos tipos mencionados, aunque las características de un tipo dominan. El comportamiento de algunos asesinos declina de ser organizado a desorganizado, según sus homicidios continúan. Complementan cuidadosa y metódicamente los asesinatos al principio, pero conforme su compulsión se sale de control, dejan de dominarse volviéndose descuidados e impulsivos.

## Motivaciones
Los patrones organizado y desorganizado, están relacionados con los métodos de los asesinos. En consideración a los motivos, pueden ser ubicados dentro de cinco categorías diferentes:

### Esquizofrenia
Contrariamente a la opinión popular, rara vez los asesinos en serie son esquizofrénicos o están motivados por alucinaciones y/o voces en sus cabezas. Muchos pretenden ser exculpados por la razón de la locura. Sin embargo, existen unos cuantos casos genuinos de asesinos en serie, que fueron tratados según tal concepción.
Herbert Mullin masacró a 13 personas después de oír unas voces que le dijeron que los asesinatos eran necesarios para evitar que hubiera un terremoto en California.
Ed Gein alegó que al comer los cadáveres de mujeres que se asemejaban a su madre difunta podía preservar el alma de su madre en su propio cuerpo. Mató dos mujeres que le recordaban a su madre, comiéndose a una y siendo arrestado mientras se encontraba en proceso de preparar el segundo cuerpo para consumirlo. También usó la carne de cadáveres exhumados para dar forma a un "traje de mujer" para sí mismo, y de esta manera poder "convertirse" en su madre, a la vez que no dejaba de hablar consigo mismo en una voz en falsete. Después de su arresto fue ingresado en una institución mental por el resto de su vida.

### Misioneros

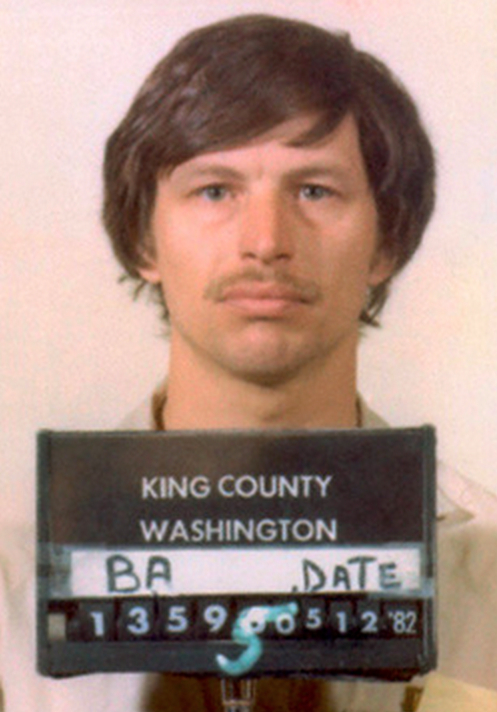
Gary Ridgway en 1982. Ridgway declaró que quería matar a tantas prostitutas como fuera posible.

Los llamados asesinos apostólicos creen que sus actos están justificados cada vez que ellos se deshacen de cierto tipo de personas que ellos consideran indeseables, (prostitutas o miembros de cierto grupo étnico), haciéndole un favor a la sociedad. Robert Pickton, Gary Ridgway, Mark David Chapman, John Bodkin Adams y Aileen Wuornos, son a menudo descritos como asesinos apostólicos. Curiosamente, en el caso de Wuornos, las víctimas no eran prostitutas, sino los clientes de estas. Los asesinos apostólicos difieren de otros tipos de asesinos en serie, en que sus motivaciones no son sexuales.

### Hedonismo
Este tipo asesina por el simple placer de hacerlo. Algunos pueden deleitarse con la "búsqueda" de perseguir y encontrar una víctima más que cualquier otra cosa, mientras otros pueden estar principalmente motivados por los actos de tortura y abuso de la víctima mientras está viva. Usualmente existe un fuerte rasgo sexual en los crímenes, aun cuando puede que no sea inmediatamente obvio, pero algunos asesinos obtienen una oleada de excitación que no es necesariamente sexual, tal como David Berkowitz, quien conseguía cierta emoción al disparar a parejas jóvenes, cuando estos se encontraban en su auto, lo hacía al azar y después escapaba sin siquiera tocar físicamente a las víctimas. Entre la categoría de Hedonista existe tres tipos de asesino.
1. El primero es el asesino motivado por emoción: Este asesino mata por la emoción que siente mientras que su víctima muere. La víctima tiene que estar consciente durante el ataque para que el asesino pueda recibir el máximo placer posible. Actos sexuales no ocurren después que la víctima muere. El objetivo del asesino motivado por emoción es sentir el terror de sus víctimas antes que mueren.
2. El segundo tipo es el asesino motivado por lujuria: Este asesino es el que tortura y mutila sus víctimas. Son motivados por lujuria y placer sexual. Las víctimas de este tipo de asesino se encuentran con evidencia de tortura y a veces faltando partes del cuerpo. La violación de las víctimas del asesino motivado por lujuria es común. A pesar de eso, otros pueden asesinar al perjudicado rápidamente, casi como rutina y después gratificarse en actos de necrofilia o canibalismo, como en el caso de Lewis Hutchinson.
3. El tercer tipo de asesino hedonista es el asesino motivado por beneficio.[16]

### Lucro
La mayoría de los criminales que cometen asesinatos múltiples por fines materiales (tales como los asesinos a sueldo), no son clasificados como asesinos en serie, porque están motivados por el afán de lucro o algún tipo de ganancia económica, en lugar de estarlo por una compulsión psicopatológica. Aun así, existe una delgada línea que separa a ambos tipos de asesinos. Por ejemplo, Marcel Petiot, quien operaba en la Francia ocupada por los nazis, podría clasificarse como asesino en serie. Se hacía pasar como un miembro de la resistencia francesa y atraía con engaños a opulentos judíos a su casa, haciéndoles creer que él podía hacerlos salir clandestinamente del país. En lugar de eso, los asesinaba y robaba sus pertenencias, matando a 63 personas antes de que fuera finalmente atrapado. Aunque la principal motivación de Petiot era material, pocos pueden negar que un hombre deseoso de matar a tanta gente, simplemente por adquirir unas pocas docenas de maletas con ropas y joyería, fue un asesino compulsivo y un psicópata.

### Poder / control

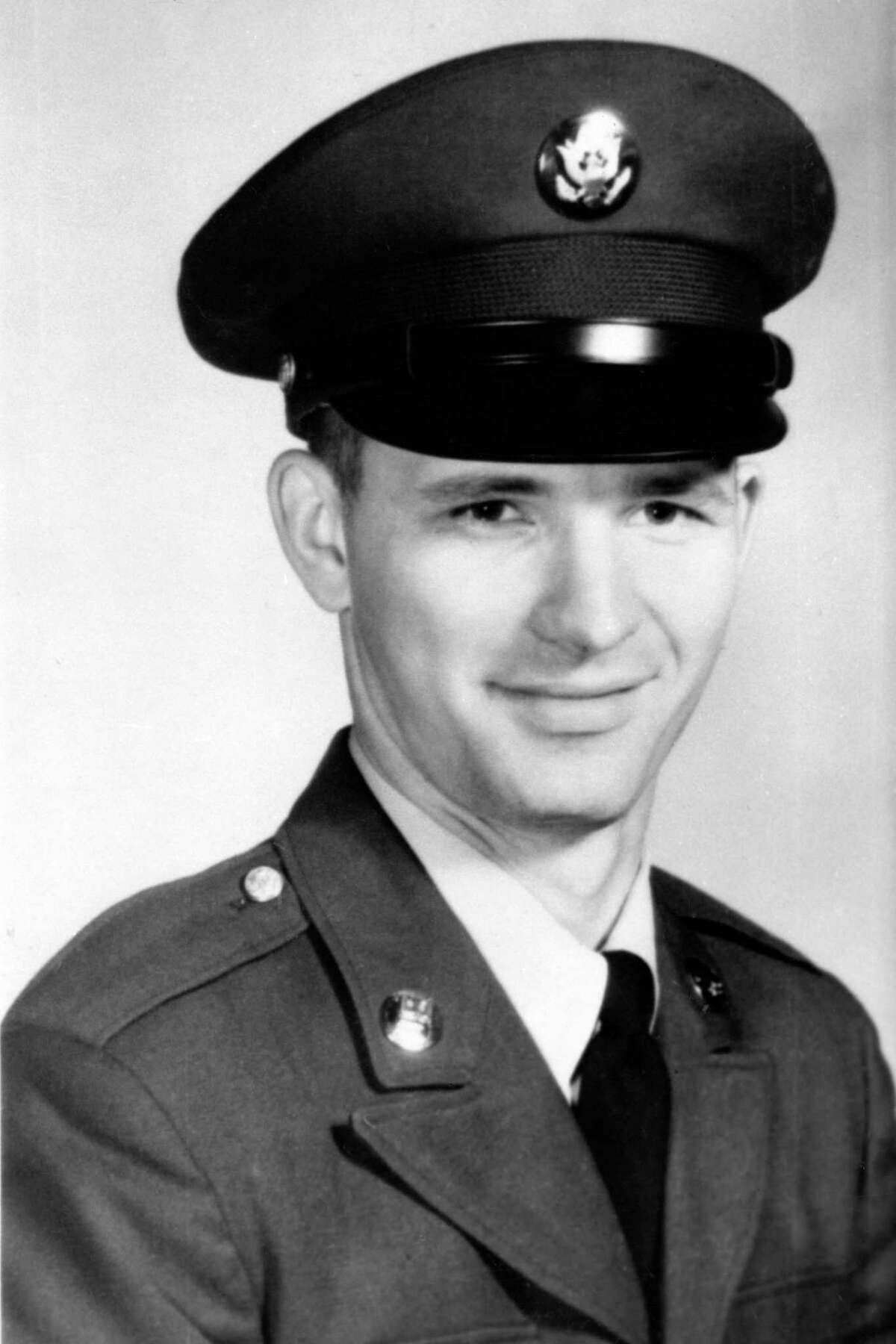
Dean Corll, que asesinó al menos a 28 adolescentes entre 1970 y 1973.

Este es el asesino en serie más común. Su principal objetivo a la hora de matar es obtener y ejercer poder sobre su víctima. Tales asesinos algunas veces fueron maltratados de niños, se sienten increíblemente impotentes y a menudo se satisfacen en prácticas que están vinculadas a las formas de abuso que sufrieron ellos mismos. Muchos asesinos de este tipo abusan sexualmente de sus víctimas, pero difieren de los asesinos hedonistas en que la violación no es motivada por lujuria, sino por otra forma de dominación sobre el martirizado.
Algunos asesinos en serie puede que tengan características de más de uno de los tipos mencionados. Por ejemplo, el asesino británico Peter Sutcliffe parece ser un asesino demente y a la vez misionero, toda vez que afirmó que escuchaba voces que le ordenaban que limpiara las calles de prostitutas.
Alternativamente, otra escuela de pensadores clasifica los motivos por: necesidad, afán de lucro o poder.

## Dentro de la mente de un asesino en serie: las fases de su proceso mental
La captura y puesta en prisión de un elevado número de asesinos en serie psicópatas le ha permitido a los psicólogos y psiquiatras forenses analizar de primera mano el desviado comportamiento que éstos exhiben. Aunque no predomina una opinión uniforme acerca de cómo funciona el mecanismo psíquico que conduce a un individuo común a transformarse en un homicida en cadena, se han formulado, no obstante, planteos altamente fundamentados y sugerentes. Por ejemplo, ha sido muy difundido el esquema postulado por el psicólogo e investigador policial estadounidense Dr. Joel Norris quien, después de entrevistar a muchos homicidas en serie, desarrolló su teoría consistente en que durante el proceso cerebral por el cual atraviesa esta clase de delincuentes necesariamente se presentan varias etapas o fases mentales que dirigen sus acciones hasta desembocar en un desenlace fatal.
Al primero de estos estadios se le llama “fase de aura” y en el mismo se visualiza un pasmoso grado de confusión en el pensamiento exteriorizado por el individuo, el cual va dejando entrever signos delatores de una psicopatía que llegará rápidamente a convertirse en una auténtica obsesión. El asesino psicópata experimenta con tan virulenta lucidez sus fantasías que éstas se van mezclando de manera crecientemente peligrosa con la realidad, alcanzando un extremo donde el sujeto afectado no logrará diferenciar entre ambas. El individuo torna a depender de modo progresivo de estas fantasías, hasta un punto donde aquellas comienzan a gobernarlo por completo. Lo que inicialmente se traducía en inofensivos juegos oníricos pasa a ocupar un tiempo y un espacio cada vez más esencial dentro de su vida consciente.
La segunda etapa de esta funesta retahíla mereció el nombre de “fase de búsqueda”. Aquí el maníaco toma la irrevocable decisión de perpetrar el crimen, y comprende que para ello debe hallar una víctima adecuada a sus particulares necesidades. Hay psicópatas que al arribar a este grado se dan por satisfechos con reafirmar sus fantasías e imaginan que consuman el delito, pero no avanzan más allá.
Pero si la resolución de asesinar para cumplir con su morbo deviene más poderosa se entra de plano en la “fase de seducción”, que es aquella en la cual el futuro asesino establece contacto con posibles objetos de agresión desplegando su magnetismo individual y su dialéctica. Comienza a disfrutar con su “actuación” y busca hacer bajar la guardia a su oponente preparando el camino para un ataque de improviso. Algunos perturbados pueden contenerse al arribar a esta etapa y se conforman con haber establecido ese contacto con eventuales víctimas, y luego retroceden.
Empero, la mayoría ya no son capaces de reprimirse ni detenerse y ascienden al siguiente escalón dentro de esta neurosis conocido como “fase de caza”. En la etapa de cacería se avanza abruptamente de la cautelosa pasividad a una febril actividad. El victimario ya ha escogido el tipo de presa humana que considera “apropiado” y se apresta a entrar en contacto decisivo con ella.
Dependiendo de la personalidad del agresor, este empleará su encanto y atractivo personal –si los tuviere- en pos de inducir a la víctima a caer en una trampa, o bien llevará a cabo una sucesión de encuentros inspirados en el propósito de ganarse su confianza previamente a acometerla. El tiempo que insume este estadio de su proceso mental puede prolongarse durante semanas o meses, o bien durar apenas unos instantes. Lo cierto es que esta etapa inevitablemente se cumple siempre antes de entrar en la denominada “fase de captura”. Esta fase comporta el quinto hito dentro de la anómala conducta psíquica del criminal. Aquí es cuando el asesino –literalmente hablando- se despoja de su máscara, y hace uso de la fuerza a fin de retener a su presa o para conducirla a donde quiere. Se trata de un punto de no retorno. La sorprendida víctima cobra consciencia por primera vez de las intenciones letales que animaban a su contraparte y, debido a ello, ahora el matador ya no podrá echarse atrás.
Seguidamente se instala la “fase de asesinato”, propiamente dicha, la cual cristaliza y da culminación a las precedentes imaginerías sádicas o de dominación. Acá es cuando el ultimador pierde absolutamente cualquier atisbo de percepción de la realidad y se embarca de lleno en la realización a cualquier precio de sus planes y deseos. Ha desembocado en la fase que justifica la existencia de todas las etapas anteriores. Se trata de la razón de ser de la totalidad del proceso mental precedente, y el ejecutor –imbuido de enfermizo éxtasis- no vacila en llevar a término el crimen soñado con todos sus tétricos añadidos.
A la última de las instancias de este patológico impulso cerebral se la designa “fase de depresión”. A ella únicamente se ingresa una vez consumada efectivamente la agresión física. La excitación despertada por el acto de asesinar ha alcanzado su paroxismo. Posteriormente, el maníaco queda abrumado bajo una intensa depresión y abulia, lo cual no quiere decir que sea capaz de reconocer la maldad de sus actos y, mucho menos aún, que pueda sentir remordimiento. Comprende, eso sí, que el placer esperado no fue tan deleitoso como imaginó, y hasta puede calibrar que los riesgos son demasiado grandes en comparación con el relativamente magro fruto cosechado. Sin embargo, en caso de que en verdad estemos en presencia de un psicópata homicida, esta fase no dura mucho y, tiempo más tarde, vuelve a transitar de manera sistemática por el antedicho proceso, el que nada más se detiene si el ultimador se enferma o incapacita, o si es capturado o muere.
El asesino, en definitiva, no hace sino llevar a cabo una fantasía de carácter ritual. No obstante, una vez sacrificada la persona agredida, se esfuma la identidad que la misma conservaba dentro del imaginario del criminal. La víctima ya no representa lo que el victimario suponía al principio, a saber: la novia que lo rechazó, la voz retumbante de la madre odiada, o la aplastante lejanía provocada por el padre ausente. Todos estos fantasmas permanecen grabados de la forma más vívida en la psique del ejecutor luego de perpetrado del crimen, y este no ha logrado ahuyentarlos de su interior. Por el contrario, su intangible presencia se torna cada vez más opresiva y ominosa y, metafóricamente, lo obliga a repetir el enfermizo ciclo que lo empuja a volver a matar. El desastre cometido no borra ni cambia el pasado, porque el asesino en serie termina por odiar más. De ahí el carácter adictivo de su mecanismo mental y la imposibilidad de detenerse. El clímax obtenido instantes atrás tan solo resulta un espejismo que no logra compensar esos sentimientos contradictorios, y tampoco llena su hondo vacío ni le sacia la febril ansiedad que lo agobia.

## Asesinos en serie en la cultura popular

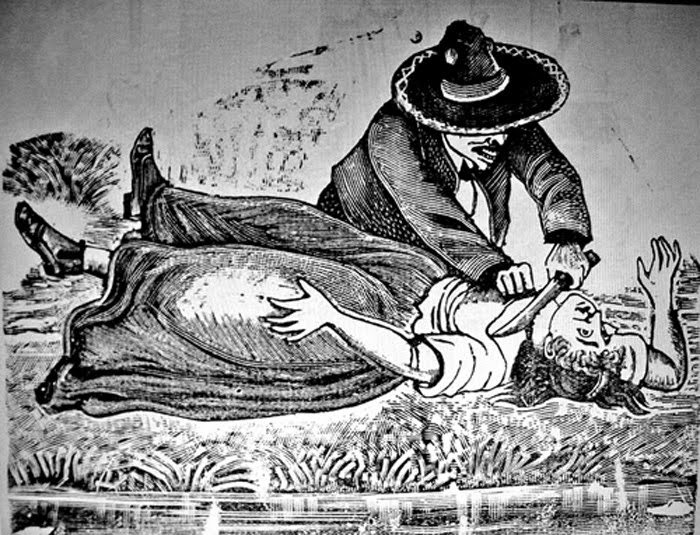
Grabado de la época, de José Guadalupe Posada, que ilustra uno de los asesinatos cometidos por Francisco Guerrero Pérez.

A causa de la horripilante naturaleza de sus crímenes, sus diversas personalidades y perfiles, y su habilidad para evadir la detección y matar a muchas víctimas antes de ser capturados y encarcelados, los asesinos en serie se han vuelto rápidamente figuras de culto, y han sido representados en muchas novelas, filmes, canciones, historietas, videojuegos, etc.
La fascinación pública por los asesinos en serie, induce al éxito de muchas novelas policíacas y filmes acerca de asesinos en serie de ficción, incluyendo el American Psycho de Bret Easton Ellis; y especialmente The Silence of the Lambs de Thomas Harris y su galardonada adaptación cinematográfica, cuyo principal antagonista, el antropófago asesino en serie Hannibal Lecter, se ha convertido en todo un icono cultural. El personaje John Doe, de la película Seven, es otro notorio asesino en serie de ficción, e incluso la película Scream está basada en unos casos reales de asesinatos en serie ocurridos en Florida. La serie de historietas Family Bones cuenta la historia de los asesinatos de Copeland en Misuri.
A finales del 2006, el canal estadounidense Showtime empezó a emitir una serie sobre un asesino en serie (que mataba a otros asesinos) que trabajaba como analista forense para la policía: Dexter. La serie está basada en la novela Darkly Dreaming Dexter de Jeff Lindsay.
En la serie CSI: Crime Scene Investigation, que fue producida por la cadena CBS, se ha destacado un conjunto de asesinos en serie con reconocimiento singular como son Paul Millander "El asesino de la bañera" un juez corrupto y criminal que tuvo en jaque a Gil Grissom durante múltiples episodios; Kevin Greer "El asesino de la pintura azul". Atacaba a sus víctimas colocando pintura en un pasamanos de la Universidad Western de Las Vegas, obligándolas a acercarse a una fuente para removérsela, lugar donde las embestía; Natalie Davis (Jessica Collins) "La asesina de las miniaturas" una asesina que realizaba maquetas de sus crímenes a la perfección y las enviaba a los policías; Nate Haskell (nombre real: Warner Torpe) un asesino en serie que drogaba secuestraba y asesinaba parejas jóvenes en California, Nevada, Arizona y Texas y quien puso en jaque en varias ocasiones al CSI Raymond Langston, y contaba con un grupo de cómplices, mujeres que rendían culto a su personalidad y a las que denominaba sus novias, a las cuales torturaba y asesinaba después de cometer sus crímenes; los hermanos gemelos Jared Briscop y Paul Wintroup conocidos por secuestrar y asesinar chicas universitarias en Seattle y Las Vegas, tomando en su relación de hermanos una dinámica a su hermandad al estilo de los gemelos Castor y Polux, y quienes pusieron en jaque al CSI supervisor D.B Russell y al equipo.
En 2008, CBS también lanzó El mentalista, una serie en la que el protagonista, Patrick Jane, persigue a un asesino en serie de identidad desconocida que se hace llamar Red John conocido por asesinar principalmente mujeres en California, Nevada, y México, y quien asesinó a la esposa y a la hija de Jane cinco años antes del inicio de la serie luego de que Jane lo insultase en un programa de televisión. Descubrir la identidad de Red John es el principal objetivo de la serie y de Jane. A diferencia de la mayoría de los asesinos en serie, que trabajan en solitario o con ayuda de unos pocos cómplices, y similarmente comparado con el asesino Nate Haskell de CSI, Red John es un genio criminal que cuenta con decenas de cómplices variados que trabajan para él, como son civiles, otros asesinos en serie e incluso infiltrados en la Policía de Sacramento, FBI, CBI y posiblemente otras agencias gubernamentales, con lo que la tarea de desenmascararlo se torna aún más complicada.

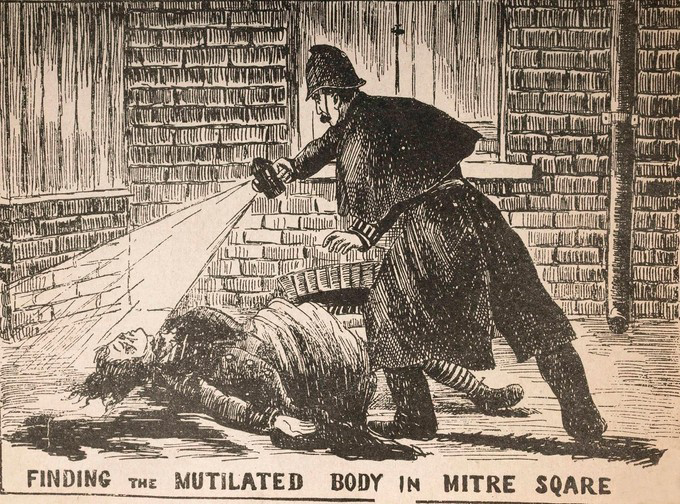
Representación de la época del hallazgo de una víctima del asesino en serie Jack el Destripador.

D-Tox, película de 2002, protagonizada por Silvester Stallone, muestra la historia del agente del FBI Jack Malloy quien persigue a un particular asesino en serie de policías, el cual ha asesinado a su esposa y a varios de sus compañeros de trabajo. Aunque si bien la película no tuvo éxito comercial, se convirtió en una película de culto para los fanáticos de asesinos en serie de ficción, por crear en su concepto a un asesino en serie que persigue y mata policías, algo que no se ha presentado ni siquiera en la vida real.
Monster, película del año 2003, protagonizada por la actriz sudafricana Charlize Theron, muestra la historia de Aileen Wuornos en el tiempo de sus crímenes, interpretación que le valió ganar un premio Óscar.
Sospechoso cero, película de 2004 de E. Elias Merhige, muestra la investigación y búsqueda de un asesino en serie que mata asesinos en serie.
En México, el caso de Gregorio Cárdenas "El estrangulador de Tacuba", inspiró a Víctor Hugo Rascón Banda a escribir la obra de teatro El Criminal de Tacuba, dirigida por Raúl Quintanilla y protagonizada por Sergio Bustamante.
También, el caso de las hermanas González Valenzuela "Las Poquianchis", inspiró al escritor mexicano Jorge Ibargüengoitia para escribir el libro Las muertas. Asimismo, la historia fue llevada al cine bajo la dirección de Felipe Cazals bajo el título Las Poquianchis, protagonizada por Diana Bracho, Patricia Reyes Spíndola, María Rojo y Ana Ofelia Murguía. También en ficción los asesinos en serie es representada en la famosa telenovela y thriller Cuna de lobos con el personaje central de la matriarca Catalina Creel, interpretada por la actriz María Rubio, una villana en la gran tradición dramática de la Alexis Carrington de Dinastía de Alexis Carrington, el J.R. Ewing de Dallas, o la Abby Cunningham de Knots Landing. La devoción antinatural de Catalina a su único hijo (interpretado por Alejandro Camacho) la llevó a ocultar un ojo sano detrás de la mentira de la ceguera, cometió una serie de asesinatos que comienzan con su propio marido, Carlos (Raúl Meraz), luego con participar en el secuestro del hijo de Leonora (quien fue interpretada por Diana Bracho). Además fue mando el incendio de un asilo de ancianos, sobornos para ocultar sus asesinatos del Escudero/Joyero (Jorge Fegan), de Gutiérrez (Carlos Cámara) el vicepresidente de la compañía Lar-Creel, Lucero (Magda Karina) la representante de agencia de viajes, así como el asesinato del Inspector Suárez (Humberto Elizondo), el investigador jefe de la empresa Lar-Creel, y por accidente la explosión del avión de matar a su propio hijo Alejandro y su nuera Vilma (Rebecca Jones). Cuna de lobos llegó a ser tan popular en su país de origen que en la noche de la emisión final, las calles de la Ciudad de México - infamemente ahogada por el tráfico - estaban desiertas ya que los locales estaban en sus casas pegados a sus pantallas de televisión. Se ha volvió a ver varias veces en los Estados Unidos y Australia en los últimos años. Una nueva versión ha estado en conversaciones por varios años.
En Argentina se hizo la película "El Ángel", la cual está basada en la vida de Carlos Eduardo Robledo Puch, también conocido como "El ángel de la muerte".
En Venezuela el escritor de telenovelas Martín Hahn escribe historias con un asesino en serie que se disfraza de algún personaje popular inventado por ellos mismos, y mata a las personas, pero dejando la expectativa de quien o quienes son los asesinos que se disfrazan y matan a su conveniencia, dejando al espectador jugar con la trama llena de misterio, suspenso y los sospechosos, que cuando llega su capítulo final en el cual paralizan al país en este caso Venezuela y el índice de audiencia es muy favorecedor para la cadena que la transmite para saber las identidades del o los asesinos que cometieron los asesinatos. La primera telenovela venezolana de este estilo de drama asesino fue Angélica Pecado del año 2000, donde el personaje asesino era El Cuervo, La mujer de Judas de 2002 lleva al público a creer que el asesino es Alirio Agüero Del Toro, representado por Albi De Abreu, pero donde el real Personaje Asesino fue La mujer de Judas, Estrambótica Anastasia de 2004 Personaje Asesino El Monje, todas estas producidas por la cadena RCTV y luego las 2 últimas: La viuda joven de 2011, personaje asesino La Viuda Negra" y Mi ex me tiene ganas de 2012 Personaje Asesino El Brujo" de la cadena Venevisión Todas gozaron una altísima audiencia, récords en sus capítulos finales donde el misterio y la identidad quedaba develado. En ese mismo año la telenovela El rostro de la venganza, producida por Telemundo, cuenta la historia de un niño que cometió un crimen en su colegio, según mató 7 niños pero lo inculparon a él, mientras la verdadera asesina quien se creía que estaba muerta resultó ser la que mató 6 niños. Cuando el niño culpado sale de la cárcel 20 años después, esta última reaparece y se dedica a asesinar. La telenovela es protagonizada por David Chocarro y Marlene Favela, y antagonizada por Jonathan Islas y Felicia Mercado, con las participaciones especiales de Maritza Rodríguez y Elizabeth Gutiérrez y el papel estelar interpretado por Saul Lisazo.

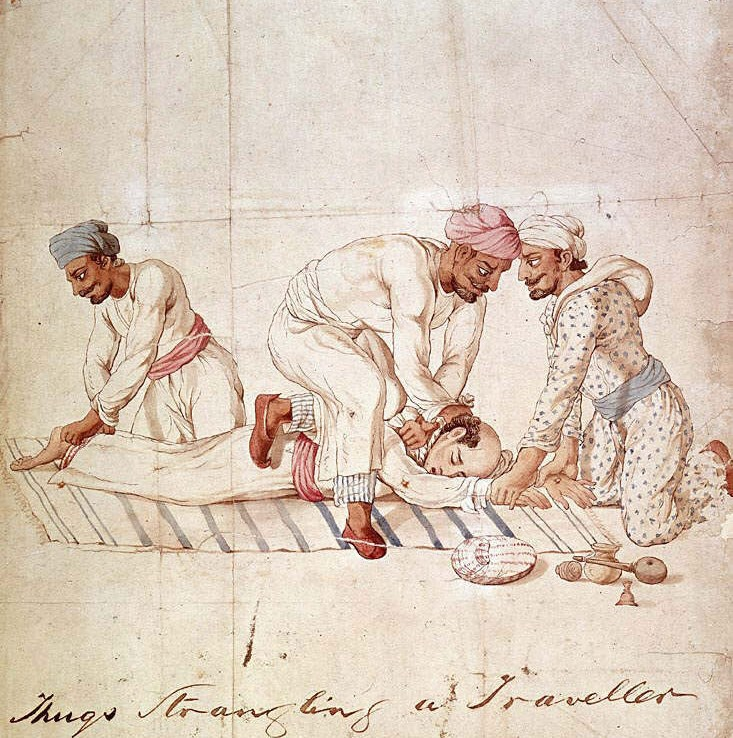
Los Estranguladores, India.

En la serie Héroes, el personaje Sylar (Gabriel Gray) descubre su habilidad de aptitud intuitiva, y es capaz de saber cómo funcionan las cosas y mecanismos, ya sean mecánicos o biológicos como el cerebro. Pero con su habilidad viene un hambre por tener más habilidades, más poderes y para obtenerlos se convierte en un asesino en serie en busca de poderes para ser especial, la forma en que comete sus asesinatos, es usando su primera habilidad adquirida, la telekinesis para sujetar a la persona contra alguna pared y procede a abrir su cabeza como si fuera un abrelatas, haciendo una incisión en la frente y apuntando su dedo índice hacia la cabeza de la víctima, luego de eso se dedica a observar el cerebro expuesto de la persona y aprende a usar su nueva habilidad. En la serie el FBI lo busca por más de 10 asesinatos en contra de gente especial y lo que lo hace ser tema de más controversias entre la policía es que, al usar telekinesis en sus asesinatos, no deja huellas digitales o marcas de contacto físico, y encuentran cadáveres sin la parte de arriba de la cabeza, sin cerebro, cuerpos en charcos de sangre y cruelmente dejando tirada la parte de la cabeza cortada, congelados o empalados en situaciones imposibles de realizar para una persona normal, convirtiéndolo en un asesino en serie imparable.
Los objetos de recuerdo y la erudición sobre asesinos en serie, es una subcultura que gira alrededor del legado de varios infames y célebres asesinos en serie. Mientras los objetos de recuerdo están generalmente circunscritos a las pinturas, escritos y poemas de estos personajes, un mercado ha crecido desde la última década del siglo XX con enciclopedias, tarjetas y hasta figurillas de acción.